# Aussenpolitik der Schweiz
Die Aussenpolitik der Schweiz richtet sich in erster Linie nach der Neutralität des Landes und ist darum traditionell zurückhaltend ausgestaltet. Nach Art. 2 der Bundesverfassung schützt der Bund die Freiheit und die Rechte des Volkes und wahrt die Unabhängigkeit und die Sicherheit des Landes.

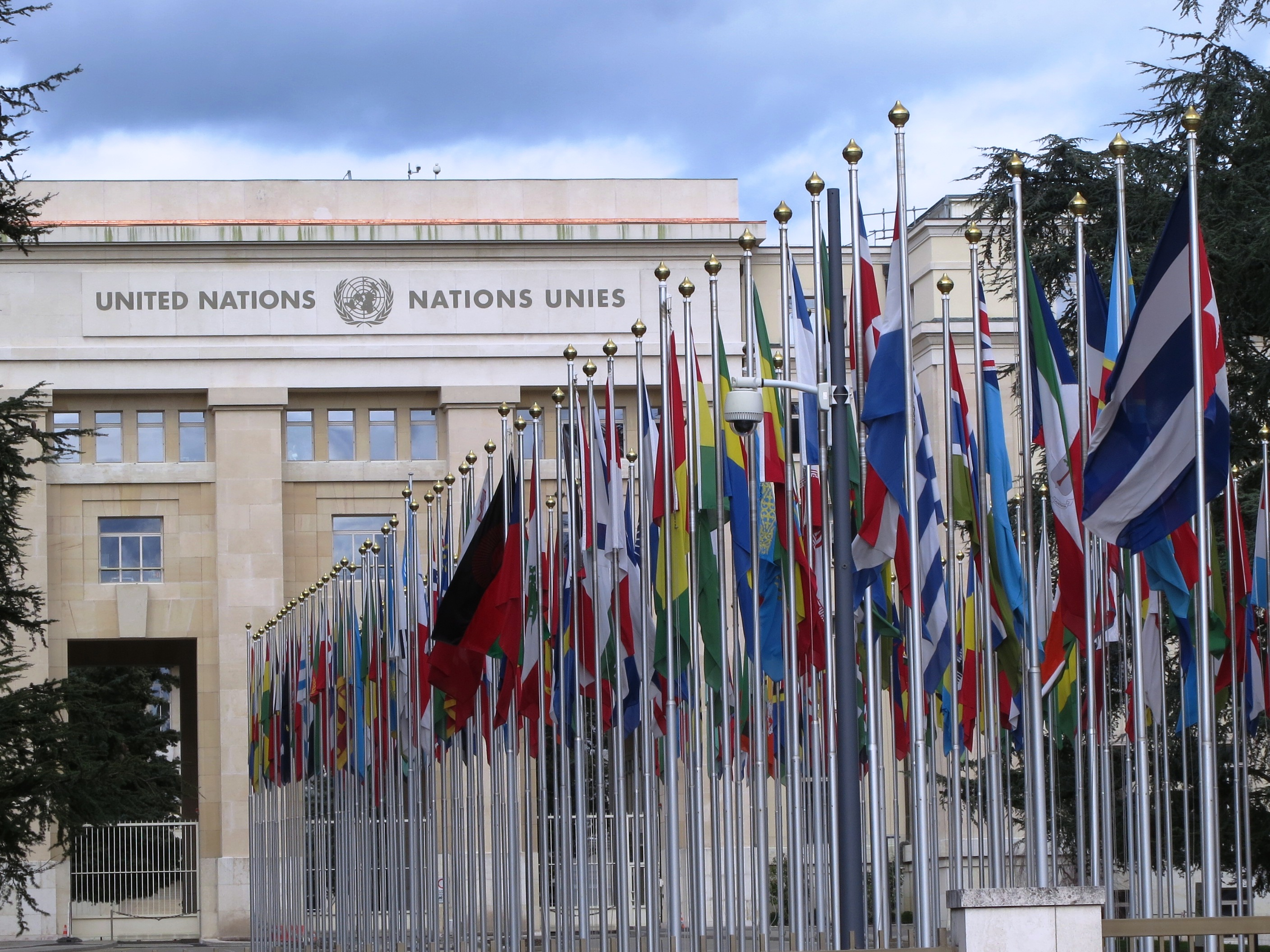
Palais des Nations in Genf

## Ziele, Strategien, Aktivitäten
In der Bundesverfassung (BV) sind die Maximen der Aussenpolitik festgelegt:
Der Bund setzt sich ein für die Wahrung der Unabhängigkeit der Schweiz und für ihre Wohlfahrt; er trägt namentlich bei zur Linderung von Not und Armut in der Welt, zur Achtung der Menschenrechte und zur Förderung der Demokratie, zu einem friedlichen Zusammenleben der Völker sowie zur Erhaltung der natürlichen Lebensgrundlagen (Art. 54 Abs. 2 BV).
Neben dem klassischen Ziel der Wahrung der Unabhängigkeit finden sich für die Aussenpolitik also auch multilaterale Maximen.
Jeweils zu Beginn einer Legislaturperiode legt der Bundesrat eine Aussenpolitische Strategie vor. Diese legt die Schwerpunkte und Prioritäten für die nächsten vier Jahre fest.
Mit dem Aussenpolitischen Bericht legt der Bundesrat jährlich gegenüber der Bundesversammlung Rechenschaft über die aussenpolitischen Aktivitäten ab.

## Zuständigkeiten und Institutionen
Die Bundesverfassung weist die Zuständigkeit für die Führung der Aussenpolitik dem Bundesrat zu; er vertritt die Schweiz nach aussen. Völkerrechtliche Verträge werden durch ihn unterzeichnet und ratifiziert (Art. 184 BV). Er hat aber die Mitwirkungsrechte der Bundesversammlung zu wahren. Diese beteiligt sich an der Gestaltung der Aussenpolitik. Nach der Unterzeichnung eines völkerrechtlichen Vertrags durch den Bundesrat muss dieser durch die Bundesversammlung genehmigt werden, bevor der Bundesrat ihm durch seine Ratifikation Rechtskraft verleihen kann; ausgenommen sind Verträge, für deren Abschluss auf Grund eines durch die Bundesversammlung beschlossenen Gesetzes oder eines durch sie genehmigten Vertrags der Bundesrat allein zuständig ist (Art. 166 BV). Ist die Bundesversammlung für die Genehmigung eines Vertrages zuständig, so ist sie dies auch für dessen Änderung oder Kündigung (Art. 24 Abs. 2 und 3 ParlG). Zudem ist der Bundesrat verpflichtet, die für die Aussenpolitik zuständigen Kommissionen der Bundesversammlung zu wesentlichen Vorhaben zu konsultieren, insbesondere zu den Richt- und Leitlinien zum Mandat für bedeutende internationale Verhandlungen (Art. 152 ParlG). Die Bundesversammlung kann den Bundesrat mit einer Motion (Art. 120 ParlG) oder einem Grundsatz- und Planungsbeschluss (Art. 28 Abs. 2 und 3 ParlG) beauftragen, im Bereich der Aussenpolitik bestimmte Ziele anzustreben, Grundsätze und Kriterien zu beachten oder Massnahmen zu treffen.
In der Bundesverwaltung ist in erster Linie das Eidgenössische Departement für auswärtige Angelegenheiten (EDA) für die Aussenpolitik zuständig; die anderen sechs Departemente sind in ihren Sachbereichen (z. B. Justiz, Wirtschaft, Energie usw.) ebenfalls zuständig. Das EDA gestaltet und koordiniert im Auftrag des Bundesrates die schweizerische Aussenpolitik zur wirksamen Wahrung der schweizerischen Interessen gegenüber dem Ausland. Die Tätigkeit des EDA basiert auf den fünf aussenpolitischen Zielen, wie sie im Artikel 54 der Bundesverfassung definiert sind.
Die Zentrale in Bern umfasst sechs Direktionen: die Politische Direktion, die Direktion für europäische Angelegenheiten (DEA), die Direktion für Völkerrecht, die Direktion für Entwicklung und Zusammenarbeit (DEZA), die Direktion für Ressourcen und die Konsularische Direktion. Der politischen Direktion unterstehen über 300 Aussenvertretungen (Botschaften, Missionen, Konsulate, Verbindungs- und Koordinationsbüros). Die Direktion für Entwicklung und Zusammenarbeit (Deza) befasst sich mit der Entwicklungszusammenarbeit und der humanitären Hilfe. Ihr sind das Schweizerische Korps für humanitäre Hilfe (SKH) und die Rettungskette Schweiz unterstellt.

## Instrumente der Aussenpolitik
Die Neutralität ist ein Instrument der Schweizer Aussen- und Sicherheitspolitik. Der Status des Neutralen wird durch internationales Recht definiert.
Die Instrumente der humanitären Aussenpolitik bestehen aus der humanitären Hilfe (Schweizerische Korps für humanitäre Hilfe, Rettungskette Schweiz, Unterstützung des IKRK) und den Bemühungen um eine weltweite Verankerung, Förderung und Weiterentwicklung des humanitären Völkerrechts.
Dazu kommen die Friedensförderung (so genannte Gute Dienste, Organisation von Friedensinitiativen und -Konferenzen), die Entwicklungszusammenarbeit, die Sicherheitspolitik (Schweizer Beiträge zur Stärkung internationaler Abrüstungs- und Rüstungskontrollregime), die Menschenrechtspolitik (Menschenrechtsrat in Genf, Organisation von internationalen Kongressen), die Flüchtlingspolitik und die Aussenwirtschaftspolitik.

### Internationale Organisationen in der Schweiz
Die Schweiz hat eine über 100-jährige Tradition in der Beherbergung internationaler Organisationen. Sie hat mit 25 internationalen Organisationen ein Sitzabkommen beschlossen. 250 Nichtregierungsorganisationen mit beratendem Status bei den Vereinten Nationen haben ihren Sitz in der Schweiz. Genf gehört neben New York zu den grössten Zentren der internationalen Zusammenarbeit. Der Bund hat mit seinem Internationalen Konferenzzentrum Genf (CICG) ein bewährtes Instrument zur Umsetzung seiner Gaststaatpolitik.
Die Gaststaatpolitik umfasst fünf Kerngebiete:
- Frieden, Sicherheit und Abrüstung
- Humanitäre Angelegenheiten und Menschenrechte
- Gesundheit
- Arbeit, Wirtschaft und Wissenschaft
- Nachhaltige Entwicklung und Erhaltung der natürlichen Ressourcen

## Geschichte der Schweizer Aussenpolitik

### Die Erringung der Unabhängigkeit
Vom Wiener Kongress bis zum Ende des Kalten Krieges waren die Souveränität und die bewaffnete Neutralität des Landes – flankiert durch das humanitäre Engagement – die klassischen Maximen und die Richtschnur für die Aussenbeziehungen der Schweiz. Ihre Ursprünge liegen in der Geschichte der Alten Eidgenossenschaft begründet, die aus der Abwehr und der Befreiung vom Einfluss fremder Mächte sowie der eigenen Nutzung der wirtschaftlichen Möglichkeiten (Einnahmen aus den neu erschlossenen Handelswegen über die Alpenpässe usw.) entstand. Die durch den erfolgreichen Abwehrkampf erstarkten Eidgenossen nutzten ihren militärischen Ruf zu wirtschaftlich motivierten Expansionsbestrebungen (Kornkammer Veltlin, Tessin usw.) und für zusätzliche Einnahmen aus Söldnerdiensten für fremde Mächte.

### Der Übergang zur Neutralität
Die Niederlage von 1515 in der Schlacht bei Marignano bedeutete das Ende der militärischen Grossmachtpolitik. Die Eidgenossenschaft versuchte sich fortan aus Konflikten herauszuhalten und verhielt sich de facto neutral. Angesichts der Verwüstungen und den Leiden der Zivilbevölkerung, die der Dreissigjährige Krieg in Mitteleuropa verursachte, beschlossen die Eidgenossen 1647 in der Defensionale von Wil die immerwährende bewaffnete Neutralität. Diese wurde ein Jahr später im Westfälischen Frieden von den europäischen Mächten bestätigt. Die Schweiz ist seit dem Wiener Kongress von 1815 völkerrechtlich verpflichtet, die Neutralität zu wahren. Das Neutralitätsrecht ist völkerrechtlich anerkannt und seit 1907 im Haager Neutralitätsabkommen kodifiziert. Die zurückhaltende Aussenpolitik, das heisst die Nichteinmischung in sogenannte fremde Händel (das sind kriegerische Auseinandersetzungen unter ausländischen Staaten), gilt als Grundlage für den geschichtlichen Erfolg des Kleinstaates Schweiz seit dem Stanser Verkommnis.

### Die humanitäre Maxime
Von 1798 bis 1848 verlagerten sich die aussenpolitischen Kompetenzen von den Kantonen auf die übergeordnete Tagsatzung und mit der Gründung des Bundesstaates 1848 in den Zuständigkeitsbereich der Bundesversammlung und des Bundesrates. Mit der Gründung des Roten Kreuzes von 1863 und der Internierung der Bourbakiarmee während des Deutsch-Französischen Krieges 1871 wurde die Idee der humanitären Schweiz als Friedensinsel und rettender Hafen für Flüchtlinge geboren. Wie beim Roten Kreuz machte die Neutralität die Uneigennützigkeit und Unparteilichkeit der Hilfeleistungen und der Guten Dienste für alle am Konflikt Beteiligten erst glaubwürdig. Nach 1945 wurden zur Behauptung der staatlichen Unabhängigkeit fünf handlungsleitende Maximen formuliert: Neutralität (übergeordnet), Solidarität (internationale Zusammenarbeit, Friedenssicherung), Universalität (flächendeckende, ideologiefreie diplomatische Beziehungen), Disponibilität (internationale Vermittlung, Gute Dienste) und Wohlstand.

### Die Wende zum Multilateralismus
Auf die nach dem Ende des Kalten Krieges einsetzenden verstärkten weltweiten politischen und wirtschaftlichen Verflechtungen (Globalisierung) reagierte der Bundesrat 1993 mit dem Bericht über die Aussenpolitik der Schweiz (BAS; Bericht 93) in dem er fünf Ziele formulierte und eine stärkere Anbindung an supranationale Organisationen empfahl (Multilateralismus). Die fünf Ziele fanden 1999 Eingang in die revidierte Bundesverfassung (Art. 54). Das Volk lehnte Beitritte zu internationalen Organisationen in der Volksabstimmung ab, weil es eine Einschränkung der Souveränität und Neutralität befürchtete, und bevorzugte, unter anderem bei der EU, den bilateralen Weg. Die Neutralität geniesst nach wie vor grossen Rückhalt im Volk und es war stets darauf bedacht, diese nicht aufs Spiel zu setzen. Trotzdem stimmte das Volk 1920 für den Beitritt der Schweiz zum Völkerbund und 2002 für den Vollbeitritt zur UNO, nachdem dieser 1986 noch deutlich verworfen wurde. Die Mehrheit der Stimmbürger war der Ansicht, dass der UNO-Beitritt die Neutralität nicht in Frage stelle.

## Mitbestimmung von Volk und Ständen
Die Bundesverfassung regelt die Mitbestimmung von Volk und Kantonen in der Aussenpolitik: Der Beitritt zu Organisationen für kollektive Sicherheit oder zu supranationalen Gemeinschaften untersteht dem obligatorischen Referendum und bedarf des Volks- und Ständemehrs (Art. 140 Abs. 1 Bst. b BV). Für völkerrechtliche Verträge, die unbefristet und unkündbar sind, den Beitritt zu einer internationalen Organisation vorsehen oder wichtige rechtsetzende Bestimmungen enthalten, ist das fakultative Referendum vorgesehen; kommt dieses zustande, so bedarf der Abschluss des Vertrages sowie der Beitritt zur Organisation des Volksmehrs, nicht aber des Ständemehrs (Art. 141 Abs. 1 Bst. d BV). Die Zuständigkeiten von Volk und Ständen bzw. des Volkes für den Abschluss eines völkerrechtlichen Vertrages und für den Beitritt zu einer internationalen Organisation gelten auch für die Änderung oder Kündigung eines Vertrages und für den Austritt aus einer Organisation (Art. 24 Abs. 3 ParlG).
Der Bund nimmt beim Abschluss völkerrechtlicher Verträge nach Art. 54 Abs. 3 BV Rücksicht auf die Zuständigkeiten der Kantone und wahrt ihre Interessen. Die Kantone wirken an der Vorbereitung aussenpolitischer Entscheide mit, die ihre Zuständigkeiten betreffen oder ihre wesentlichen Interessen berühren (Art. 55 BV).

## Wichtige aussenpolitische Entscheide und innenpolitische Beschlüsse mit grosser Auswirkung auf die Aussenpolitik
Die nachfolgende Liste enthält alle Vorlagen seit dem Zweiten Weltkrieg, über die eine Volksabstimmung durchgeführt wurde, und eine Auswahl von Vorlagen, über welche die Bundesversammlung ohne anschliessende Volksabstimmung definitiv beschloss. Im Falle von völkerrechtlichen Verträgen handelt es sich um Genehmigungsbeschlüsse, welche den Bundesrat zur Ratifikation ermächtigen. Bis zur Neuordnung des Staatsvertragsreferendums in der Volksabstimmung vom 13. März 1977 unterstand ein Genehmigungsbeschluss nur dann dem fakultativen Referendum, wenn ein völkerrechtlicher Vertrag der Schweiz unbefristet oder für eine Geltungsdauer von mehr als 15 Jahren abgeschlossen wurde.
In 19 von 24 Volksabstimmungen (79 %) wurde die Vorlage der Bundesversammlung angenommen, bzw. Volk und Stände folgten der Abstimmungsempfehlung der Bundesversammlung zu einer Volksinitiative.
Es gibt auch wichtige aussenpolitische Entscheide, die keine rechtsverbindlichen Verpflichtungen enthalten. Dafür ist der Bundesrat allein zuständig. Beispiele sind die Teilnahme der Schweiz an der KSZE ab 1975 (ab 1995 OSZE) oder die Beteiligung an der Partnerschaft für den Frieden (Partnership for Peace PfP) der NATO seit 1996. Der Bologna-Prozess zur europäischen Harmonisierung der Hochschulen wurde seit 1995 durchgeführt, obwohl es sich bei den dafür grundlegenden Deklarationen um rechtlich unverbindliche Absichtserklärungen auf Ministerebene handelt. Ein wichtiger aussenpolitischer Entscheid war auch der Abbruch der Verhandlungen mit der EU über ein Rahmenabkommen EU-Schweiz. Der Bundesrat beschloss diesen Abbruch am 26. Mai 2021; die Bundesversammlung und das Volk (falls die Bundesversammlung das Abkommen genehmigt hätte und ein fakultatives Referendum zustande gekommen wäre) hatten somit keine Gelegenheit, über das Abkommen zu entscheiden. 2023 gehörte die Schweiz zur Allianz Westeuropäische Partner 4, die eine verstärkte Zusammenarbeit mit der NATO anstrebt.
| Datum des definitiven Entscheides | Beschluss der Bundesversammlung | Volksabstimmung                                                                                                  |
| --------------------------------- | --- | --- |
| 19. Dezember 1946                 | Bundesbeschluss über die Genehmigung der Verfassung der Weltgesundheitsorganisation und des Protokolls betreffend das internationale Sanitätsamt in Paris (WHO) | nicht referendumspflichtig                                                                                       |
| 10. Juni 1959                     | Bundesbeschluss über die Genehmigung des Beitritts der Schweiz zum Allgemeinen Zoll- und Handelsabkommen (GATT) | nicht referendumspflichtig                                                                                       |
| 23. März 1960                     | Bundesbeschluss über die Genehmigung der Beteiligung der Schweiz am Übereinkommen zur Errichtung der Europäischen Freihandels-Assoziation (EFTA) | nicht referendumspflichtig                                                                                       |
| 14. Juni 1961                     | Bundesbeschluss betreffend das Übereinkommen über die Organisation für Wirtschaftliche Zusammenarbeit und Entwicklung (OECD) | nicht referendumspflichtig                                                                                       |
| 19. März 1963                     | Bundesbeschluss betreffend den Beitritt der Schweiz zur Satzung des Europarats | nicht referendumspflichtig                                                                                       |
| 3. Dezember 1972                  | Bundesbeschluss vom 3. Oktober 1972 über die Abkommen zwischen der Schweizerischen Eidgenossenschaft Europäischen Wirtschaftsgemeinschaft und den Mitgliedstaaten der Europäischen Gemeinschaft für Kohle und Stahl | Obligatorisches Referendum: 72,5 % Ja, alle Stände Ja, Stimmbeteiligung 53 %                                     |
| 3. Oktober 1974                   | Bundesbeschluss über die Genehmigung der Konvention vom 4. November 1950 zum Schutze der Menschenrechte und Grundfreiheiten (EMRK) | nicht referendumspflichtig                                                                                       |
| 13. März 1977                     | Bundesbeschluss vom 17. Dezember 1976 über die Neuordnung des Staatsvertragsreferendums: Volksinitiative «gegen die Beschränkung des Stimmrechts bei Staatsverträgen mit dem Ausland» (inkl. Gegenentwurf der Bundesversammlung) (Partialrevision der Bundesverfassung) | Volksinitiative: 78,1 % Nein, alle Stände Nein; Gegenentwurf: 61 % JA, 20 1/2 Stände JA; Stimmbeteiligung 51 %   |
| 16. März 1986                     | Bundesbeschluss vom 14. Dezember 1984 über den Beitritt der Schweiz zur Organisation der Vereinten Nationen (UNO) | Obligatorisches Referendum: 75,7 % Nein, alle Stände Nein, Stimmbeteiligung 51 %                                 |
| 17. Mai 1992                      | Bundesbeschluss und Bundesgesetz vom 4. Oktober 1991 über den Beitritt der Schweiz zu den Institutionen von Bretton Woods (IWF und Weltbank) | Fakultative Referenden: Bundesbeschluss 55,8 % Ja; Bundesgesetz 56,4 % Ja; Stimmbeteiligung 38,8 %               |
| 6. Dezember 1992                  | Bundesbeschluss vom 9. Oktober 1992 über den Europäischen Wirtschaftsraum (EWR) | Obligatorisches Referendum: 50,3 % Nein, 14 4/2 Stände Nein, Stimmbeteiligung 79 %                               |
| 12. Juni 1994                     | Bundesgesetz vom 18. Juni 1993 über schweizerische Truppen für friedenserhaltende Operationen (UNO-Blauhelme) | Fakultatives Referendum: 57,2 % Nein, Stimmbeteiligung 47 %                                                      |
| 16. Dezember 1994                 | Bundesbeschluss über die Genehmigung der in den Multilateralen Handelsverhandlungen unter der Ägide des GATT (Uruguay-Runde) abgeschlossenen Abkommen (inkl. Abkommen zur Errichtung der Welthandelsorganisation Welthandelsorganisation WTO; Allgemeines Abkommen über den Handel mit Dienstleistungen GATS; Abkommen über handelsbezogene Aspekte der Rechte an geistigem Eigentum TRIPS)                                                                                        | Fakultatives Referendum wurde ergriffen, kam aber nicht zustande                                                 |
| 18. April 1999                    | Bundesbeschluss vom 18. Dezember 1998 über eine neue Bundesverfassung (aussenpolitische Verfassung: Art. 54–56, Art. 140 Abs. 1 Bst. b, Art. 141 Abs. 1 Bst. d, Art. 141a, Art. 166, Art. 184) | Obligatorisches Referendum: 59,2 % Ja, 12 2/2 Stände Ja, Stimmbeteiligung 36 %                                   |
| 21. Mai 2000                      | Bundesbeschluss vom 8. Oktober 1999 über die Genehmigung der sektoriellen Abkommen zwischen der Schweizerischen Eidgenossenschaft einerseits und der Europäischen Gemeinschaft sowie gegebenenfalls ihren Mitgliedstaaten oder der Europäischen Atomgemeinschaft andererseits (Bilaterale Verträge I) | Fakultatives Referendum: 67,2 % Ja, Stimmbeteiligung 48 %                                                        |
| 4. März 2001                      | Bundesbeschluss vom 23. Juni 2000 über die Volksinitiative «Ja zu Europa» (Partialrevision der Bundesverfassung). Abstimmungsempfehlung: Nein | Volksinitiative: 76,8 % Nein, alle Stände Nein, Stimmbeteiligung 56 %                                            |
| 10. Juni 2001                     | Änderung vom 6. Oktober 2000 des Bundesgesetzes über die Armee und die Militärverwaltung (Militärgesetz) (Bewaffnung von Armeeangehörigen im Auslandseinsatz) | Fakultatives Referendum: 51 % Ja, Stimmbeteiligung 43 %                                                          |
| 10. Juni 2001                     | Änderung vom 6. Oktober 2000 des Bundesgesetzes über die Armee und die Militärverwaltung (Militärgesetz) (Ausbildungszusammenarbeit mit ausländischen Truppen) | Fakultatives Referendum: 51,1 % Ja, Stimmbeteiligung 43 %                                                        |
| 22. Juni 2001                     | Bundesgesetz über die Zusammenarbeit mit dem Internationalen Strafgerichtshof (ZISG) | Fakultatives Referendum wurde nicht ergriffen                                                                    |
| 3. März 2002                      | Bundesbeschluss vom 5. Oktober 2001 über die Volksinitiative «für den Beitritt der Schweiz zur Organisation der Vereinten Nationen (UNO)» (Partialrevision der Bundesverfassung). Abstimmungsempfehlung: Ja | Volksinitiative: 54,6 % Ja, 11 2/2 Stände Ja, Stimmbeteiligung 58 %                                              |
| 5. Juni 2005                      | Bundesbeschluss vom 17. Dezember 2004 über die Genehmigung und die Umsetzung der bilateralen Abkommen zwischen der Schweiz und der EU über die Assoziierung an Schengen und an Dublin (Bilaterale Verträge II) | Fakultatives Referendum: 54,0 % Ja, Stimmbeteiligung 57 %                                                        |
| 26. November 2006                 | Bundesgesetz vom 24. März 2006 über die Zusammenarbeit mit den Staaten Osteuropas (Erster Schweizer Beitrag an ausgewählte EU-Mitgliedstaaten) | Fakultatives Referendum: 53,4 % Ja, Stimmbeteiligung 45 %                                                        |
| 8. Februar 2009                   | Bundesbeschluss vom 13. Juni 2008 über die Genehmigung der Weiterführung des Freizügigkeitsabkommens zwischen der Schweiz und der Europäischen Gemeinschaft und ihren Mitgliedstaaten sowie über die Genehmigung und die Umsetzung des Protokolls über die Ausdehnung des Freizügigkeitsabkommens auf Bulgarien und Rumänien | Fakultatives Referendum: 59,6 % Ja, Stimmbeteiligung 52 %                                                        |
| 17. Mai 2009                      | Bundesbeschluss vom 13. Juni 2008 über die Genehmigung und die Umsetzung des Notenaustauschs zwischen der Schweiz und der Europäischen Gemeinschaft betreffend die Übernahme der Verordnung (EG) Nr. 2252/2004 über biometrische Pässe und Reisedokumente (Weiterentwicklung des Schengen-Besitzstands) | Fakultatives Referendum: 50,1 % JA, Stimmbeteiligung 39 %                                                        |
| 28. November 2010                 | Bundesbeschluss vom 18. Juni 2010 über die Eidgenössische Volksinitiative «Für die Ausschaffung krimineller Ausländer (Ausschaffungsinitiative)» (Partialrevision der Bundesverfassung). Abstimmungsempfehlung: Nein Bundesbeschluss vom 10. Juni 2010 über die Aus- und Wegweisung krimineller Ausländerinnen und Ausländer im Rahmen der Bundesverfassung (Gegenentwurf zur Volksinitiative «Für die Ausschaffung krimineller Ausländer») (Partialrevision der Bundesverfassung) | Volksinitiative: 52,3 % Ja, 15 5/2 Stände Ja; Gegenentwurf: 55,5 % Nein, alle Stände Nein; Stimmbeteiligung 53 % |
| 17. Juni 2012                     | Bundesbeschluss vom 23. Dezember 2011 über die Volksinitiative «Für die Stärkung der Volksrechte in der Aussenpolitik (Staatsverträge vors Volk!)» (Partialrevision der Bundesverfassung). Abstimmungsempfehlung: Nein | Volksinitiative: 75,3 % Nein, alle Stände Nein, Stimmbeteiligung 39 %                                            |
| 9. Februar 2014                   | Bundesbeschluss vom 27. September 2013 über die Volksinitiative «Gegen Masseneinwanderung» (Partialrevision der Bundesverfassung). Abstimmungsempfehlung: Nein | Volksinitiative: 50,3 % Ja, 12 5/2 Stände Ja, Stimmbeteiligung 56 %                                              |
| 30. September 2016                | Bundesgesetz vom 30. September 2016 über die Zusammenarbeit mit den Staaten Osteuropas (Zweiter Schweizer Beitrag an ausgewählte EU-Mitgliedstaaten) | Fakultatives Referendum wurde nicht ergriffen                                                                    |
| 16. Juni 2017                     | Bundesbeschluss vom 16. Juni 2017 über die Genehmigung des Klimaübereinkommens von Paris | Fakultatives Referendum wurde nicht ergriffen                                                                    |
| 25. November 2018                 | Bundesbeschluss vom 15. Juni 2018 über die Volksinitiative «Schweizer Recht statt fremde Richter (Selbstbestimmungsinitiative)» (Partialrevision der Bundesverfassung). Abstimmungsempfehlung: Nein | Volksinitiative: 66,2 % Nein, alle Stände Nein, Stimmbeteiligung 48 %                                            |
| 19. Mai 2019                      | Bundesbeschluss vom 28. September 2018 über die Genehmigung und die Umsetzung des Notenaustauschs zwischen der Schweiz und der EU betreffend die Übernahme der Richtlinie (EU) 2017/853 zur Änderung der EU-Waffenrichtlinie (Weiterentwicklung des Schengen-Besitzstands) | Fakultatives Referendum: 63,7 % Ja, Stimmbeteiligung 43 %                                                        |
| 27. September 2020                | Bundesbeschluss vom 20. Dezember 2019 über die Volksinitiative «Für eine massvolle Zuwanderung (Begrenzungsinitiative)» (Partialrevision der Bundesverfassung). Abstimmungsempfehlung: Nein | Volksinitiative: 61,7 % Nein, 17 5/2 Stände Nein, Stimmbeteiligung 59 %                                          |
| 7. März 2021                      | Bundesbeschluss vom 20. Dezember 2019 über die Genehmigung des Umfassenden Wirtschaftspartnerschaftsabkommen zwischen den Staaten der Europäischen Freihandelsassoziation und Indonesien | Fakultatives Referendum: 51,6 % Ja, Stimmbeteiligung 51 %                                                        |
| 15. Mai 2022                      | Bundesbeschluss vom 1. Oktober 2021 über die Genehmigung und die Umsetzung des Notenaustausches zwischen der Schweiz und der EU betreffend die Übernahme der Verordnung (EU) 2019/1896 über die Europäische Grenz- und Küstenwache und zur Aufhebung der Verordnungen (EU) Nr. 1052/2013 und (EU) 2016/1624 (Weiterentwicklung des Schengen-Besitzstands) (Beteiligung an der europäischen Grenz- und Küstenwache Frontex)                                                         | Fakultatives Referendum: 71,5 % Ja, Stimmbeteiligung 40 %                                                        |

## Persönlichkeiten der schweizerischen Aussenpolitik
- Charles Pictet de Rochemont (1755–1824), Diplomat, Anerkennung der immerwährenden Neutralität durch den Wiener Kongress.
- Guillaume-Henri Dufour (1787–1875), Militär und Politiker, Befürworter einer bewaffneten Neutralität.
- Johann Konrad Kern (1808–1888), Diplomat, Gesandter in Paris.
- Numa Droz (1844–1899), Aussenminister (1887–1892), Handelspolitik.
- Adrien Lachenal (1849–1918), Aussenminister (1893–1896), Handelspolitik.
- Arthur Hoffmann (1857–1927), Aussenminister (1914–1917), umstrittene Friedensinitiative im Ersten Weltkrieg.
- Gustave Ador (1845–1928), Aussenminister (1917), Entente-freundliche Neutralitätspolitik.
- Felix Calonder (1863–1952), Aussenminister (1918–1919), Konzept der differentiellen Neutralität.
- Giuseppe Motta (1871–1940), Aussenminister (1920–1940), Beitritt zum Völkerbund, Präsident der Völkerbundversammlung.
- Max Huber (1874–1960), Jurist und Diplomat, Völkerbundaufgaben.
- Ernst Wetter (1877–1963) gilt als Vater der finanziellen Landesverteidigung im Zweiten Weltkrieg. Er wurde 1944 vom Bundesrat zum Präsidenten des Nationalen Komitees der Schweizer Spende ernannt.
- Marcel Pilet-Golaz (1889–1958), Aussenminister (1940–1944), umstrittene Neutralitätspolitik gegenüber den Achsenmächten.
- Rodolfo Olgiati (1905–1986) koordinierte als Leiter des Zentralbüros der Schweizer Spende die Schweizer Nachkriegshilfe in achtzehn europäischen Ländern. 1947 erkannte er in der Unterstützung der wirtschaftlich unterentwickelten Länder ausserhalb Europas die neue Aufgabe der schweizerischen Hilfstätigkeit und stellte diese erstmals in einen globalen Rahmen zum Wohlergehen aller Völker.
- Max Petitpierre (1899–1994), Aussenminister (1945–1961), Konzept der Neutralität und der Solidarität.
- Friedrich Traugott Wahlen (1899–1985), Aussenminister (1961–1965), Beitritt zum Europarat.
- Hans Schaffner (1908–2004), Wirtschaftsminister (1961–1969), EFTA-, OEEC- und GATT-Beitritt.
- Willy Spühler (1902–1990), Aussenminister (1966–1970), Unterzeichnung des Atomsperrvertrages.
- Ernst Brugger (1914–1998), Wirtschaftsminister (1970–1978), Freihandelsabkommen mit der EWG.
- Pierre Graber (1908–2003), Aussenminister (1970–1978), Unterzeichnung der KSZE-Schlussakte.
- Arthur Bill (1916–2011), Aufbau des Katastrophenhilfekorps und der Rettungskette Schweiz.
- Pierre Aubert (1927–2016), Aussenminister (1978–1987), Auslandsreisen nach Afrika, Südamerika, Nah- und Fernost.
- Edouard Brunner (1932–2007), Diplomat, Botschafter in Washington und Paris, UNO-Sonderbeauftragter.
- René Felber (1933–2020), Aussenminister (1988–1993), EG-Beitrittsgesuch.
- Flavio Cotti (1939–2020), Aussenminister (1993–1999), OSZE-Vorsitzender.
- Joseph Deiss (* 1946), Aussenminister (1999–2002), UNO-Beitritt, Präsident der UNO-Generalversammlung.
- Didier Burkhalter (* 1960), Aussenminister (2012–2017), und OSZE-Vorsitzender (2014).[14]